# Низовцева
Низовцева — деревня в Усольском районе Иркутской области России. Входит в состав Большееланского муниципального образования. Находится примерно в 27 км к югу от районного центра.

## Население
По данным Всероссийской переписи, в 2010 году в деревне проживали 102 человека (52 мужчины и 50 женщин).